# Borja Domínguez
Borja Domínguez Domínguez (Vigo, 30 de mayo de 1992) es un jugador de fútbol español que juega de centrocampista y milita en el Coruxo F. C. de la Segunda Federación.

## Trayectoria
Natural de Vigo y formado en las categorías inferiores del Real Club Celta de Vigo, considerado un centrocampista de gran proyección fue cedido a varios equipos, entre ellos al Racing de Ferrol en la temporada 2015-16.
En agosto de 2016, tras no alcanzar un acuerdo de renovación con club vigués, firmó por el Córdoba Club de Fútbol para dos temporadas.
En enero de 2017 salió cedido al Real Oviedo hasta final de temporada, con opción de compra, y al no hacerla efectiva fichó por la A. D. Alcorcón por un periodo de 3 temporadas.
En un partido contra el Barça B el 10 de febrero de 2018 se rompió el ligamento cruzado anterior y el ligamento lateral interno de la rodilla derecha. El tiempo de recuperación fue de 8 meses por lo que llegó justo para la pretemporada 2018-19. En el mercado invernal salió cedido al Pontevedra C. F. que militaba en la Segunda División "B".
En la temporada 2019-20 fichó por el C. D. Lugo. En el primer entrenamiento tras el parón navideño se lesionó de nuevo de gravedad. Se rompió el ligamento cruzado, esta vez de la rodilla izquierda, lesión que le mantendría lejos de los terrenos de juego seis meses. Estuvo una temporada más en el equipo y en agosto de 2021 firmó con el Real Racing Club de Santander.
Con el conjunto cántabro disputó 30 partidos y ascendieron a Segunda División, pero optó por no continuar y, tras rescindir su contrato, regresó a Pontevedra. Esta segunda etapa en el club duró dos años y en septiembre de 2024 fichó por el Coruxo F. C.

## Clubes
Actualizado a 26 de mayo de 2024.
| Club | Div.          | Temporada     | Liga(1) | Liga(1) | Copas nacionales(2) | Copas nacionales(2) | Torneos internacionales | Torneos internacionales | Total | Total |
| Club | Div.          | Temporada     | Part.   | Goles   | Part.               | Goles               | Part.                   | Goles                   | Part. | Goles |
| --- | ------------- | ------------- | ------- | ------- | ------------------- | ------------------- | ----------------------- | ----------------------- | ----- | ----- |
| R. C. Celta de Vigo "B" · España                                                                                | 2.ª B         | 2010-11       | 1       | 0       | —                   | —                   | —                       | —                       | 1     | 0     |
| C. D. Ourense · España                                                                                          | 3.ª           | 2011-12       | 12      | 0       | —                   | —                   | —                       | —                       | 12    | 0     |
| C. D. Ourense · España                                                                                          | Total club    | Total club    | 12      | 0       | 0                   | 0                   | 0                       | 0                       | 12    | 0     |
| Vilalonga C. F. · España                                                                                        | 3.ª           | 2011-12       | 14      | 1       | —                   | —                   | —                       | —                       | 14    | 1     |
| Vilalonga C. F. · España                                                                                        | Total club    | Total club    | 14      | 1       | 0                   | 0                   | 0                       | 0                       | 14    | 1     |
| R. C. Celta de Vigo "B" · España                                                                                | 3.ª           | 2012-13       | 38      | 1       | —                   | —                   | —                       | —                       | 38    | 1     |
| R. C. Celta de Vigo "B" · España                                                                                | 2.ª B         | 2013-14       | 30      | 0       | —                   | —                   | —                       | —                       | 30    | 0     |
| R. C. Celta de Vigo "B" · España                                                                                | 2.ª B         | 2014-15       | 31      | 0       | —                   | —                   | —                       | —                       | 31    | 0     |
| R. C. Celta de Vigo "B" · España                                                                                | Total club    | Total club    | 100     | 1       | 0                   | 0                   | 0                       | 0                       | 100   | 1     |
| Racing Club de Ferrol · España                                                                                  | 2.ª B         | 2015-16       | 38      | 9       | 2                   | 0                   | —                       | —                       | 40    | 9     |
| Racing Club de Ferrol · España                                                                                  | Total club    | Total club    | 38      | 9       | 2                   | 0                   | 0                       | 0                       | 40    | 9     |
| Córdoba C. F. · España                                                                                          | 2.ª           | 2016-17       | 14      | 1       | 2                   | 1                   | —                       | —                       | 16    | 2     |
| Córdoba C. F. · España                                                                                          | Total club    | Total club    | 14      | 1       | 2                   | 1                   | 0                       | 0                       | 16    | 2     |
| Real Oviedo · España                                                                                            | 2.ª           | 2016-17       | 10      | 2       | —                   | —                   | —                       | —                       | 10    | 2     |
| Real Oviedo · España                                                                                            | Total club    | Total club    | 10      | 2       | 0                   | 0                   | 0                       | 0                       | 10    | 2     |
| A. D. Alcorcón · España                                                                                         | 2.ª           | 2017-18       | 22      | 0       | 1                   | 0                   | —                       | —                       | 23    | 0     |
| A. D. Alcorcón · España                                                                                         | 2.ª           | 2018-19       | 1       | 0       | 1                   | 0                   | —                       | —                       | 2     | 0     |
| A. D. Alcorcón · España                                                                                         | Total club    | Total club    | 23      | 0       | 2                   | 0                   | 0                       | 0                       | 25    | 0     |
| Pontevedra C. F. · España                                                                                       | 2.ª B         | 2018-19       | 15      | 0       | 1                   | 0                   | —                       | —                       | 16    | 0     |
| C. D. Lugo · España                                                                                             | 2.ª           | 2019-20       | 12      | 1       | 1                   | 0                   | —                       | —                       | 13    | 1     |
| C. D. Lugo · España                                                                                             | 2.ª           | 2020-21       | 13      | 0       | 0                   | 0                   | —                       | —                       | 13    | 0     |
| C. D. Lugo · España                                                                                             | Total club    | Total club    | 25      | 1       | 1                   | 0                   | 0                       | 0                       | 26    | 1     |
| Racing de Santander · España                                                                                    | 1.ª F         | 2021-22       | 31      | 1       | 3                   | 1                   | —                       | —                       | 34    | 2     |
| Racing de Santander · España                                                                                    | Total club    | Total club    | 31      | 1       | 3                   | 1                   | 0                       | 0                       | 34    | 2     |
| Pontevedra C. F. · España                                                                                       | 1.ª F         | 2022-23       | 30      | 0       | 1                   | 0                   | —                       | —                       | 31    | 0     |
| Pontevedra C. F. · España                                                                                       | 2.ª F         | 2023-24       | 27      | 1       | —                   | —                   | —                       | —                       | 27    | 1     |
| Pontevedra C. F. · España                                                                                       | Total club    | Total club    | 72      | 1       | 2                   | 0                   | 0                       | 0                       | 74    | 1     |
| Coruxo F. C. · España                                                                                           | 2.ª F         | 2024-25       | 0       | 0       | —                   | —                   | —                       | —                       | 0     | 0     |
| Coruxo F. C. · España                                                                                           | Total club    | Total club    | 0       | 0       | 0                   | 0                   | 0                       | 0                       | 0     | 0     |
| Total carrera                                                                                                   | Total carrera | Total carrera | 339     | 17      | 12                  | 2                   | 0                       | 0                       | 351   | 19    |
| (1) Incluye datos de play-off de ascenso / permanencia. (2) Incluye datos de la Copa del Rey y Copa Federación. |               |               |         |         |                     |                     |                         |                         |       |       |

- Fuente: bdfutbol.com y Fichajes.com.